# Epidesma erynnis
Epidesma erynnis là một loài bướm đêm thuộc phân họ Arctiinae, họ Erebidae.